# 二中通停留場
二中通停留場（にちゅうどおりていりゅうじょう）は、鹿児島県鹿児島市高麗町にある鹿児島市電谷山線の停留場。鹿児島市電1系統が使用する。
交通局の移転前には、朝晩に当停留所が始発・終点となる電車が多数設定されていた。

## 歴史

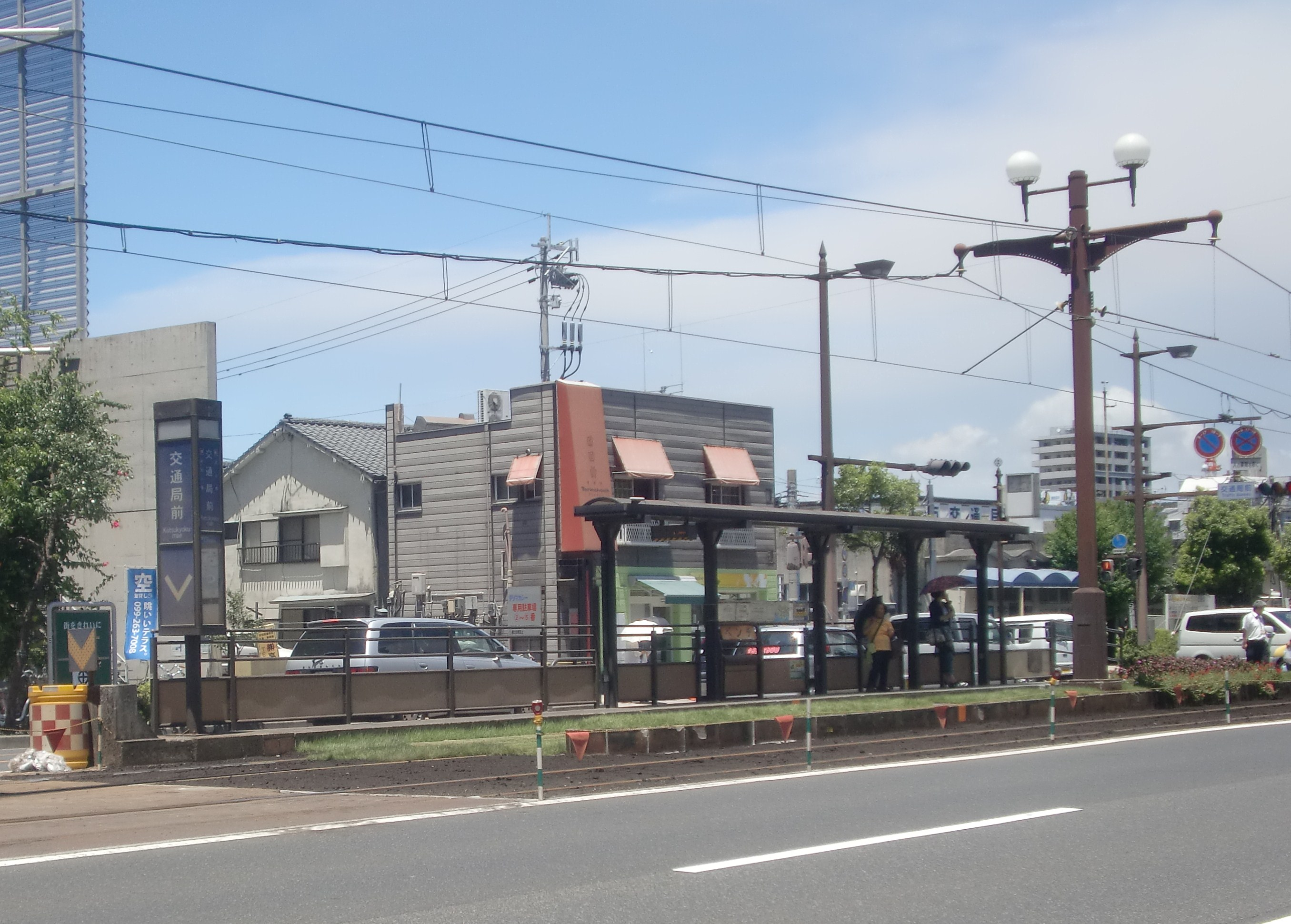
交通局前電停時代

- 1929年（昭和4年）6月9日：鹿児島市電気局により二中通停留場として設置される。
- 1949年（昭和24年）9月1日：交通部前停留場へ改名。
- 1952年（昭和27年）10月1日：鹿児島市交通課の鹿児島市交通局への改称により、交通局前停留場へ改名。
- 2015年（平成27年）5月1日：交通局移転により、交通局前から二中通停留場へ再改称[1]。
- 2023年1月1日：南国殖産をネーミングライツパートナーとして副呼称が追加され、「二中通（キラメキテラス前）」になった[2]。

長らく高麗町に存在した鹿児島市交通局の本局舎の最寄の停留場であったため交通局前を名乗っていたが、2015年5月1日に局舎が鹿児島市立病院とともに上荒田町に移転したため改称された。また、同日に新しい本局舎の最寄である神田停留場は「神田（交通局前）停留場」に改称されている。

## 構造
- 2面2線の相対式ホーム。地上駅。各のりばは電車が通過しない限りいつでも行き来できる。
- 両のりばに電車接近表示機及びアナウンスがある。
- 両のりばとも車椅子及び、電動車椅子はホーム幅が規定に足りないため不可。
- 無人駅で、乗車券などの販売は行っていない。

### のりば
- 1系統 - 郡元、脇田、谷山方面
- 1系統 - 天文館、鹿児島駅前方面

## 利用状況
| 年度   | 1日平均 乗降人員 |
| ------ | ---------------- |
| 2011年 | 1,354            |
| 2012年 | 1,379            |
| 2013年 | 1,372            |
| 2014年 | 1,343            |
| 2015年 | 1,224            |

## 周辺
複合施設
- キラメキテラス

ホテル
- シェラトン鹿児島

ショッピング
- タイヨー 荒田店
- Aコープ キラメキテラス店

教育施設
- 甲南ビジネス専門学校
- 鹿児島市立甲南中学校

公共施設
- 中央消防署

## バス路線
鹿児島交通と鹿児島市営バス、南国交通の二中通バス停が利用可能である。
（下記は各系統の行先）

### 二中通バス停
| 二中通バス停（上り）−鹿児島県鹿児島市荒田一丁目   |                                |                        |            |
| 系統番号                                          | 経由地                         | 行先                   | 運行       |
| 1                                                 | 天文館・金生町                 | 鹿児島駅前             | 鹿児島交通 |
| 2                                                 | 天文館・金生町                 | 水族館前               | 鹿児島交通 |
| 2                                                 | 天文館・金生町                 | 鹿児島駅前             | 鹿児島交通 |
| 4                                                 | 鹿児島中央駅・天文館           | 鹿児島駅前             | 鹿児島交通 |
| 5                                                 | 鹿児島中央駅・天文館           | 金生町                 | 鹿児島交通 |
| 6                                                 | 天文館                         | 金生町                 | 鹿児島交通 |
| 6-2                                               | 天文館・金生町                 | 市役所前               | 鹿児島交通 |
| 6-3                                               | 天文館・金生町                 | 鹿児島駅前             | 鹿児島交通 |
| 7                                                 | 天文館                         | 金生町                 | 鹿児島交通 |
| 8                                                 | 天文館                         | 金生町                 | 鹿児島交通 |
| 9                                                 | 天文館・金生町                 | 市役所前               | 鹿児島交通 |
| 12                                                | 天保山・大門口                 | 市役所前               | 鹿児島交通 |
| 14                                                | 天文館                         | 金生町                 | 鹿児島交通 |
| 15                                                | 天文館・金生町                 | 市役所前               | 鹿児島交通 |
| 15                                                | 天文館・金生町                 | 水族館前               | 鹿児島交通 |
| 15-3                                              | 天文館・金生町                 | 市役所前               | 鹿児島交通 |
| 16                                                | 大門口                         | 金生町                 | 鹿児島交通 |
| 16                                                | 大門口                         | 鹿児島駅前             | 鹿児島交通 |
| 20-2                                              | 騎射場・県庁前                 | 鴨池港                 | 鹿児島交通 |
| 23                                                | 天文館・金生町                 | 鹿児島駅前             | 鹿児島交通 |
| 28-2                                              | 県庁前                         | 鴨池港                 | 鹿児島交通 |
| 32                                                | 新屋敷                         | 鹿児島中央駅           | 鹿児島交通 |
| 32-1                                              | 鹿児島中央駅・天文館           | 金生町                 | 鹿児島交通 |
| 32-1                                              | 鹿児島中央駅・天文館           | 鹿児島駅前             | 鹿児島交通 |
| 市16                                              | 鹿児島中央駅・天文館           | 水族館前               | 鹿児島市営 |
| 市28                                              | 騎射場・県庁前                 | 鴨池港                 | 鹿児島市営 |
| 市29                                              | 騎射場・県庁前                 | 鴨池港                 | 鹿児島市営 |
| N38                                               | 騎射場・県庁前                 | 鴨池港                 | 南国交通   |
| 種別                                              | 経由地                         | 行先                   | 運行       |
| 準急                                              | 鹿児島中央駅・天文館           | 金生町                 | 鹿児島交通 |
| 普通                                              | 鹿児島中央駅・天文館           | 金生町                 | 鹿児島交通 |
| 普通                                              | 大門口                         | 金生町                 | 鹿児島交通 |
| 二中通バス停（下り）−鹿児島県鹿児島市下荒田一丁目 |                                |                        |            |
| 系統番号                                          | 経由地                         | 行先                   | 運行       |
| 1                                                 | 県庁前・平川                   | 平川星和台             | 鹿児島交通 |
| 2                                                 | 騎射場・谷山駅前               | 動物園                 | 鹿児島交通 |
| 4                                                 | 騎射場・脇田                   | イオン鹿児島           | 鹿児島交通 |
| 4                                                 | イオン鹿児島・坂之上           | 慈眼寺団地             | 鹿児島交通 |
| 5                                                 | 七ツ島                         | 七ツ島1丁目            | 鹿児島交通 |
| 5                                                 | 谷山港・七ツ島                 | 七ツ島1丁目            | 鹿児島交通 |
| 6                                                 | 恵比須中央・慈眼寺公園前       | 慈眼寺団地             | 鹿児島交通 |
| 6                                                 | 生協病院前・慈眼寺公園前       | 慈眼寺団地             | 鹿児島交通 |
| 6-2                                               | 新和田橋・慈眼寺公園前         | 慈眼寺団地             | 鹿児島交通 |
| 6-3                                               | 県庁前・新和田橋               | 慈眼寺団地             | 鹿児島交通 |
| 7                                                 | 坂之上・国際大学前             | 慈眼寺団地             | 鹿児島交通 |
| 8                                                 | 竹ノ迫・自由ヶ丘               | ふれあいスポーツランド | 鹿児島交通 |
| 8                                                 | 竹ノ迫・自由ヶ丘               | 中山団地中央           | 鹿児島交通 |
| 9                                                 | 騎射場・日之出町               | 紫原                   | 鹿児島交通 |
| 14                                                | 騎射場・脇田                   | 大学病院前             | 鹿児島交通 |
| 15                                                | 市営プール前・郡元             | 紫原                   | 鹿児島交通 |
| 15                                                | 市営プール前・郡元             | 西紫原中学校下         | 鹿児島交通 |
| 15                                                | 市営プール前・郡元             | 西紫原中学校前         | 鹿児島交通 |
| 15-3                                              | 市営プール前・郡元             | 広木農協前             | 鹿児島交通 |
| 16                                                | 騎射場・県庁前                 | 鴨池港                 | 鹿児島交通 |
| 20-1                                              | 鹿児島中央駅・広木農協前       | 星ヶ峯ニュータウン     | 鹿児島交通 |
| 23                                                | 騎射場・県庁前                 | 鴨池港                 | 鹿児島交通 |
| 28-1                                              | 鹿児島中央駅・皇徳寺北口       | 皇徳寺郵便局前         | 鹿児島交通 |
| 32                                                | 騎射場・県庁前                 | 鴨池港                 | 鹿児島交通 |
| 32-1                                              | 天保山・市民文化ホール前       | 鴨池港                 | 鹿児島交通 |
| 市16                                              | 天保山・市民文化ホール前       | 鴨池港                 | 鹿児島市営 |
| 市28                                              | 千石馬場・下伊敷               | 伊敷団地               | 鹿児島市営 |
| 市29                                              | 千石馬場・下伊敷               | 交通局北営業所前       | 鹿児島市営 |
| N38                                               | 中之平・鹿児島高校前           | 明和                   | 南国交通   |
| 種別                                              | 経由地                         | 行先                   | 運行       |
| 準急                                              | 谷山駅前・伊作                 | 加世田                 | 鹿児島交通 |
| 普通                                              | 谷山駅前                       | 伊作                   | 鹿児島交通 |
| 普通                                              | 谷山駅前・川辺高校             | 枕崎                   | 鹿児島交通 |
| 普通                                              | 谷山駅前・平川                 | 特攻観音入口           | 鹿児島交通 |
| 普通                                              | 谷山駅前・平川                 | 山川桟橋               | 鹿児島交通 |
| 二中通バス停（下り）−鹿児島県鹿児島市荒田一丁目   |                                |                        |            |
| 系統番号                                          | 経由地                         | 行先                   | 運行       |
| 12                                                | 鹿児島中央駅・鹿児島アリーナ前 | ハートピアかごしま     | 鹿児島交通 |

## その他
- 駅名にある「二中」とは現在の鹿児島県立甲南高等学校のことである。
- 以前は「交通局前行き」の車両に乗った場合は、交通局前が終点となり、郡元・谷山方面へ向かう場合も乗り換え扱いとはならず、降車・乗車それぞれ運賃が必要となるので注意が必要だった。

## 隣の停留場
鹿児島市交通局
鹿児島市電1系統
武之橋停留場 - 二中通停留場 - 荒田八幡停留場